# Tavisupleba (Abjasia)
Tavisupleba (en georgiano: თავისუფლება; en armenio: Թավիսուփլեբա) o Yashthva (en abjasio: Иашҭхәа) es un pueblo que pertenece a la parcialmente reconocida República de Abjasia, parte del distrito de Sujumi, aunque de iure pertenece al municipio de Sojumi de la República Autónoma de Abjasia de Georgia.

## Geografía
Tavisupleba se encuentra en el origen del río Vasla (que desemboca en Sujumi) y está situado a 3 km al norte de Sujumi. Limita con Guma en el norte y Zemo Eshera en el noroeste; Gumista en el oeste, Besleti en el este; y Sujumi en el sur. Las aldeas de Gorana, Kvemo Yashtjava y Zemo Yashtjava están bajo la administración del pueblo  

## Historia
La gran mayoría de la población nativa abjasia de la región histórica de Guma, los abjasios guma, fue expulsada en el Muhayir o genocidio circasiano que ocurrió tras la guerra ruso-circasiana en el final del siglo XIX. Poco tiempo después llegaron familias de armenios de Trebisonda aquí desde 1889.   
En la era soviética, la población del pueblo creció y la llegada de inmigrantes georgianos hizo que se convirtieran en mayoritarios en el pueblo. En el pueblo se cultivaban tabaco, té, maíz, cítricos y plantas ornamentales de jardín. Además, los habitantes se dedicaban a la apicultura, la ganadería, la producción de seda y también había una fábrica de cal.  
Tras la guerra de Abjasia (1992-1993), la gran mayoría de georgianos huyeron del país y mucha población armenia llegó. Aldeas como Gorana permanecieron prácticamente despoblada y se cubrieron de bosques.  

## Demografía
La evolución demográfica de Tavisupleba entre 1959 y 2011 fue la siguiente:
| 1081                                                | 1842 | 2027 |
| (Fuente: Population of Abkhazia since Soviet times) |      |      |

La población de Tavisupleba ha aumentado ligeramente tras el fin de la guerra, principalmente debido a su cercanía con Sujumi. En el pasado hubo mayoría de población georgiana, que tuvo que huir tras la guerra. Hoy en día la mayoría de la población consiste en armenios.   
|              | 2011      | 2011       |
| Grupo étnico | Población | Porcentaje |
| ------------ | --------- | ---------- |
| Georgianos   | 18        | 0,9%       |
| Abjasios     | 172       | 8,5%       |
| Rusos        | 67        | 3,3%       |
| Ucranianos   | 2         | 0,1%       |
| Armenios     | 1739      | 85,5%      |
| Griegos      | 22        | 1,1%       |
| Total        | 2027      | 100%       |

## Infraestructura

### Educación
Aquí se construyeron dos escuelas secundarias: una armenia y otra georgiana.